# 풍습 (촉한)

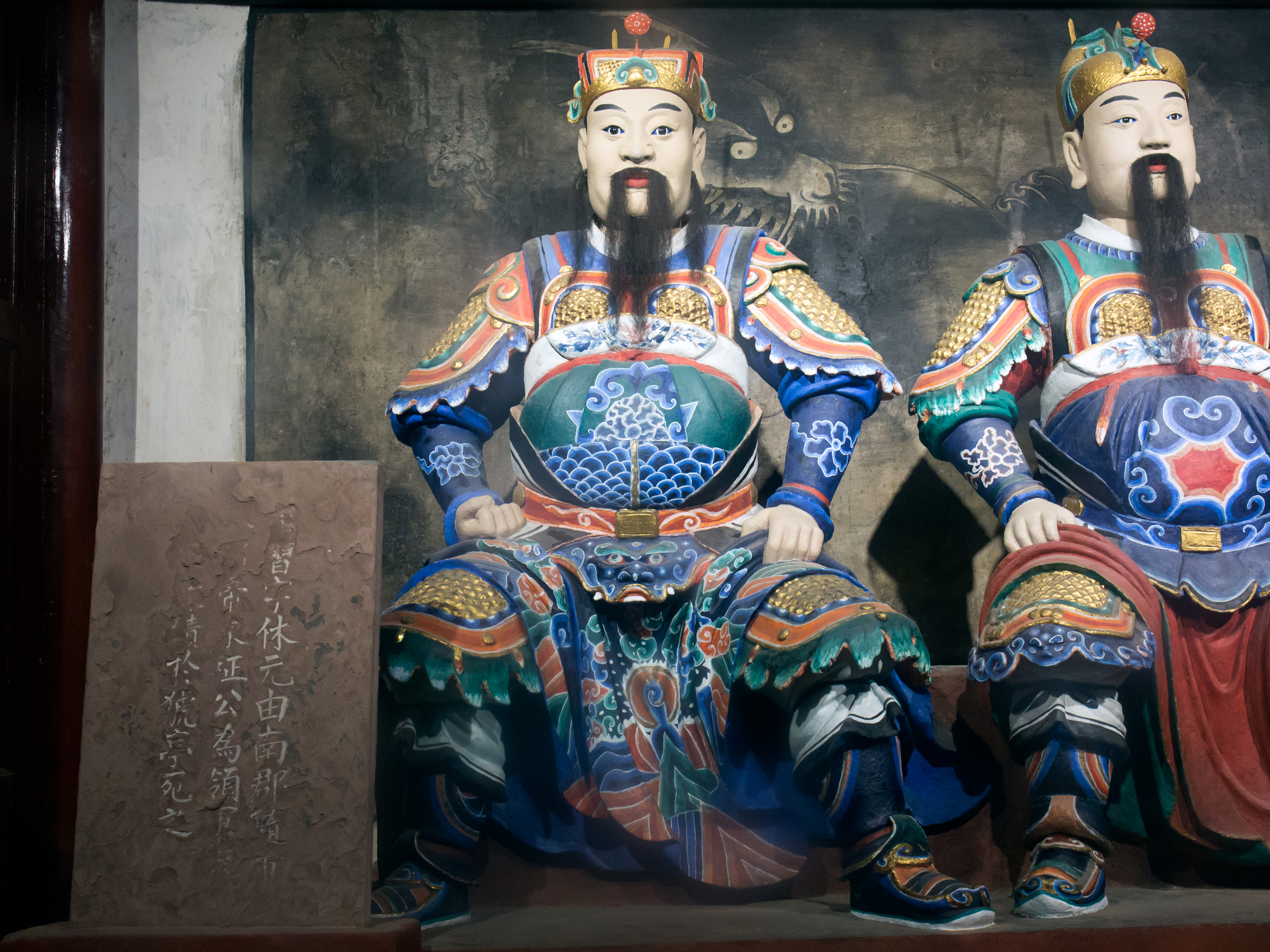

풍습(馮習, ? ~ 222년)은 중국 삼국 시대 촉한의 장수로 휴원(休元)이며, 형주 남군 사람이다.

## 사적
《삼국지》에는 자전이 없으며, 양희전에 그 행적이 약간 남았다.
222년, 유비(劉備)가 관우(關羽)와 장비(張飛)의 원수를 갚고 오나라의 배신으로 빼앗긴 형주를 되찾고자 오나라로 쳐들어가자 부장이 되어 의도에서 오반(吳班), 장남(張南)과 함께 야습 공격을 해 손환(孫桓)을 대파했다. 영군에 임명되어 여러 군대를 통솔했으나, 효정에서 육손(陸遜)의 화공을 받아 군사가 괴멸당하고 오반, 장남과 싸우다 포위당해 장남과 함께 전사한다(이릉 전투).

## 평가
양희는 《계한보신찬》에서 “휴원은 적을 경시하여 위험을 초래했다.”고 찬했다.

## 삼국지연의의 묘사
〈삼국지연의〉에는 유비의 오나라 정벌군 총사령관이 되어 오반과 함께 오나라의 장수 이이(李異)를 격파한다. 이릉 대전에서 육손의 화공으로 혼란에 빠지다가 반장(潘璋)의 부하에게 목이 베어졌다.

## 같이 보기
- 삼국지 인물 목록